# Caecobunus termitarum
Genre
Espèce
Caecobunus termitarum, unique représentant du genre Caecobunus, est une espèce d'opilions laniatores à l'appartenance familiale incertaine.

## Distribution
Cette espèce est endémique de l'État de Rio de Janeiro au Brésil. Elle se rencontre vers Teresópolis.

## Description
Le syntype mesure 2,5 mm.

## Étymologie
Son nom d'espèce lui a été donné en référence au lieu de sa découverte, une termitière.

## Publication originale
- Roewer, 1927 : « Brasilianische Opilioniden, gesammelt von Herrn Prof. Bresslau in Jahre 1914. » Abhandlungen der Senckenbergischen Naturforschenden Gesellschaft, vol. 40, no 3, p. 333-352.